# Tanatos (psychoanaliza)
Popęd śmierci, Tanatos, destrudo, mortido – według psychoanalizy Freuda są dwa główne popędy sterujące motywacjami człowieka: popęd życia i popęd śmierci, destrukcji. Obydwie motywacje bardzo silnie wpływają na osobowość człowieka. Popęd życia charakteryzuje się głęboką chęcią do życia, pozytywną motywacją, optymistycznym spojrzeniem na otaczającą rzeczywistość; pragnieniem egzystencji i działania. Popęd śmierci zaś charakteryzuje się chęcią śmierci, chociaż niekoniecznie negatywnym nastawieniem do otoczenia. Wyczekiwanie na dzień, w którym może nadejść długo oczekiwana śmierć jest jak uwieńczenie drogi niosącej wiele wyzwań i działań. Ludzie przejawiający popęd śmierci potrafią osiągnąć bardzo imponujące wyniki swojego działania, sukcesy, nagrody i niekiedy uznanie otoczenia. Popęd śmierci jest bowiem niezwykle silną motywacją do działania, do podejmowania wyzwań i osiągania swoich celów. Bardzo często osoby takie mają wiele zdolności, które cechują się między innymi: trzeźwym spojrzeniem na świat, wyczuleniem na krzywdy ludzkie, niesprawiedliwość i oszustwa, analitycznym myśleniem i umiejętnością zarządzania większymi grupami ludzi. Nie posiadając pragnień takich jak ludzie z popędem życia, ludzie z popędem śmierci są w stanie długo i rzetelnie pracować, bez względu na niewygody fizyczne czy psychiczne, jak np. modelki, które potrafią się głodzić by osiągnąć swój sukces, szefowie firm, którzy spędzają większość życia na budowaniu swojego interesu nie bacząc na swoje wygody, ludzie dochodzący do ogromnych sukcesów za którymi stoi wiele wyrzeczeń, bólu i ciężkiej pracy. Tego typu odporność i przystosowanie do wydarzeń niewygodnych może być wynikiem naturalnych skłonności ludzi z popędem śmierci do samookaleczania się, autodestrukcji, na której bazują budowanie swojego sukcesu i znaczne wyprzedzenie innych ludzi w osiągnięciach.
Obydwie motywacje, życia jak i śmierci, niosą ze sobą potężną siłę do osiągania swoich celów. Cele te jednak zasadniczo mogą się różnić.    
Destrudo przechodzi podobne fazy rozwojowe jak libido.